# Tetratlenek diazotu
Tetratlenek diazotu, N2O4 – nieorganiczny związek chemiczny z grupy tlenków azotu, w którym azot występuje na IV stopniu utlenienia. Jest dimerem ditlenku azotu.

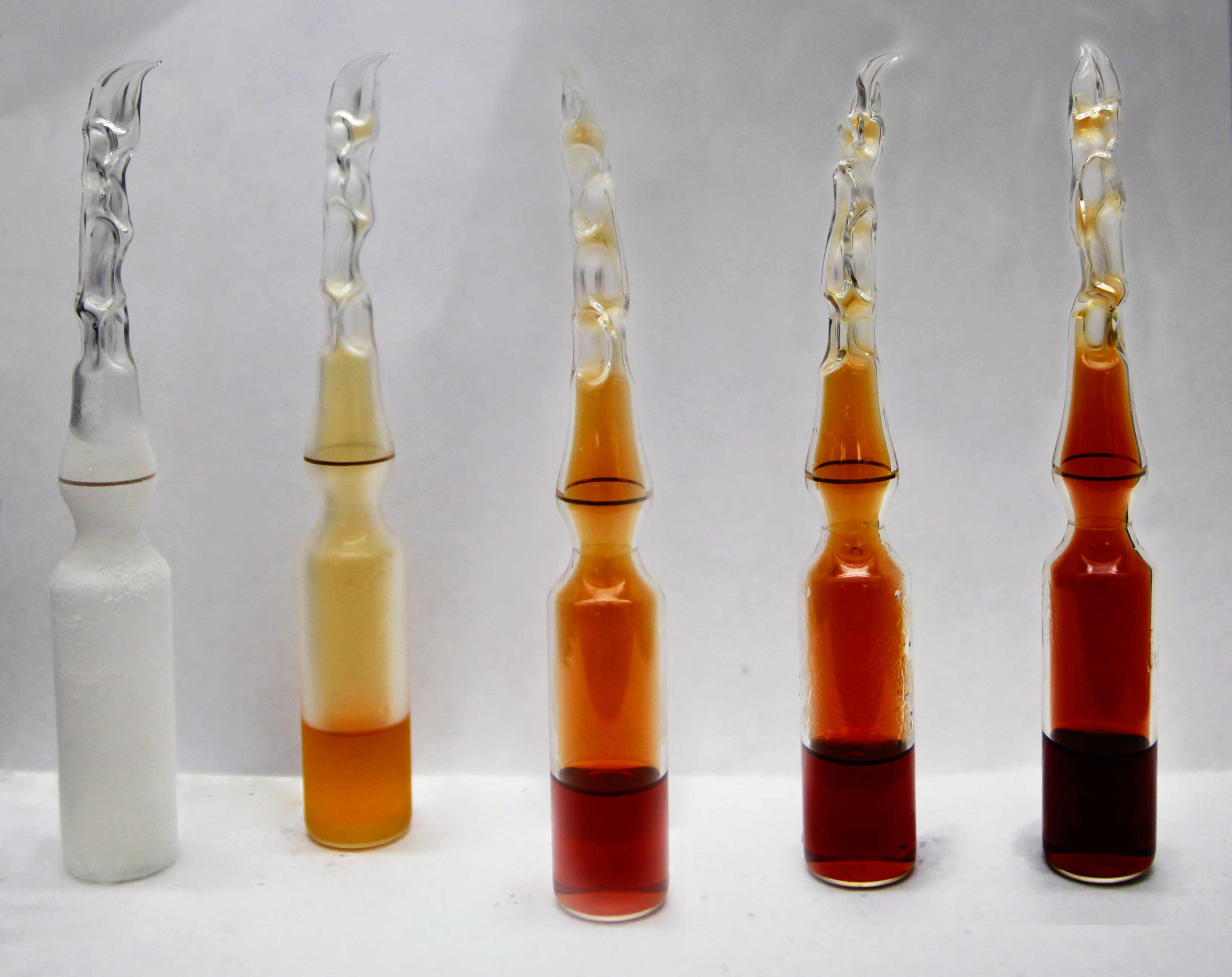
Układ NO_{2}/N_{2}O_{4} w różnych temperaturach. Od lewej: –196, 0, 23, 35 i 50 °C

Tetratlenek diazotu w formie gazowej powstaje spontanicznie z ditlenku azotu w temperaturze poniżej 147 °C:
2NO2 ⇌ N2O4 + 14,7 kcal
Ze spadkiem temperatury wzrasta jego stężenie, osiągając ponad 80% w temperaturze skroplenia (ok. 21 °C). Po zestaleniu występuje wyłącznie w formie dimerycznej.
Cząsteczka dimeru ma budowę płaską, z wiązaniem N–N o długości 1,64 Å (więcej niż wiązanie pojedyncze w hydrazynie). W przeciwieństwie do monomeru NO2, dimer nie ma niesparowanych elektronów, co sprawia, że jest on bezbarwny (ze względu na występowanie w równowadze z intensywnie brązowym NO2, w stanie ciekłym i gazowym mieszanina ta jest barwna). Jest diamagnetykiem. W stanie ciekłym ulega autodysocjacji z wytworzeniem anionu azotanowego i kationu nitrozoniowego:
N2O4 ⇌ NO3− + NO+
Działa drażniąco na drogi oddechowe, jest silnie trujący. Posiada nieprzyjemny kwaśny zapach. Nie tworzy mieszanin wybuchowych z powietrzem i jest niewrażliwy na ciepło i detonację. Podobnie jak ditlenek azotu, posiada własności utleniające.

## Zastosowanie
Jednym z zastosowań, praktykowanym od lat 50. XX wieku, są paliwa rakietowe, gdzie stanowi utleniacz, mogący spalać hydrazynę, dimazynę lub węglowodory. Impuls właściwy takich paliw to ok. 280 sekund.
W 1959 roku produkowano go w ilości 60 000 ton rocznie. Jego cena wynosiła wtedy około 0,15 USD/kg. W 1990 roku NASA płaciła za niego 6 USD/kg (na skutek regulacji związanych z ochroną środowiska).